# Maria Antonia de Bavaria
Maria Antonia Walpurgis Symphorosa (n. 18 iulie 1724, München – 23 aprilie 1780, Dresda) a fost o prințesă din Casa de Wittelsbach, dinastia domnitoare a Bavariei. A fost căsătorită cu unul din cei șapte principi electori ai Sfântului Imperiu Romano-German, mai precis cu Frederic Christian, Elector de Saxonia. A activat în domeniul artelor ca interpretă și compozitoare a unor piese de clavecin. Este cunoscută pentru operele ei Il trionfo della fedeltà și Talestri, regina delle amazoni. 
Între 1763-1768, de la moartea soțului ei și până la majoratul fiului lor, Frederic August I al Saxoniei, a fost regentă a Saxoniei. 

## Primii ani
Maria Antonia s-a născut la Palatul Nymphenburg din München ca fiică a Arhiducesei Maria Amalia a Austriei și a Electorului Karl Albert de Bavaria (mai târziu împăratul Carol al VII-lea).
De-a lungul vieții ea a primit o educație deosebită, în special în domeniul artelor (inclusiv pictura, poezie și muzică). A fost al patrulea copil din șapte ai Electorului și ai soției sale.

## Căsătorie

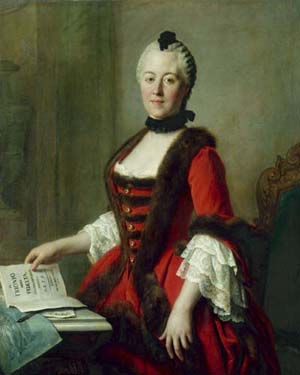
Maria Antonia de Bavaria, portret de Pietro Rotari

La München, la 13 iunie 1747 (prin procură) și la Dresda, la 20 iunie 1747 (în persoană) ea s-a căsătorit cu Friedrich Christian, moștenitorul Electoratului de Saxonia; în același an ea a devenit membru al  Accademia dell’Arcadia din Roma, o instituție importantă în reforma operei. După căsătorie s-a mutat la Dresda. A avut nouă copii cu Friedrich Christian, dintre care șapte au supraviețuit copilăriei.
- Fiu (n./d. Dresda, 9 iunie 1748).
- Frederic Augustus I al Saxoniei (n. Dresda, 23 decembrie 1750 - d. Dresda, 5 mai 1827), a devenit regele Frederic Augustus I al Saxoniei (din 11 decembrie 1806); s-a căsătorit cu Amalie de Zweibrücken-Birkenfeld, a avut copii;
- Karl Maximilian Maria Anton Johann Nepomuk Aloys Franz Xavier Januar (n. Dresda, 24 septembrie 1752 - d. Dresda, 8 septembrie 1781), cunoscut ca Karl.
- Joseph Maria Ludwig Johann Nepomuck Aloys Gonzaga Franz Xavier Januar Anton de Padua Polycarp (n. Dresda, 26 ianuarie 1754 - d. Dresda, 25 martie 1763).
- Anton al Saxoniei (n. Dresda, 27 decembrie 1755 - d. Pillnitz, 6 iunie 1836), succesor al fratelui său mai mare ca rege al Saxoniei (1827); s-a căsătorit cu Prințesa Maria Carolina de Savoia; nu au avut copii; s-a recăsătorit cu Maria Theresa de Austria; nu au avut copii care au supraviețuit;
- Maria Amalia de Saxonia (n. Dresda, 26 septembrie 1757 - d. Neuburg, 20 aprilie 1831), cunoscută ca Maria Amalia; s-a căsătorit la 12 februarie 1774 cu Contele Palatin Karl al II-lea August de Birkenfeld-Bischweiler (1746–1795), Duce de Zweibrücken.
- Maximilian, Prinț Moștenitor al Saxoniei (n. Dresda, 13 aprilie 1759 - d. Dresda, 3 ianuarie 1838), cunoscut ca Maximilian.
- Theresia Maria Josepha Magdalena Anna Antonia Walburga Ignatia Xaveria Augustina Aloysia Fortunata (n. München, 27 februarie 1761 - d. Dresda, 26 noiembrie 1820), cunoscută ca Maria Anna.
- Fiu (1762).

## Regență
A părăsit Dresda în timpul Războiului de Șapte Ani și s-a refugiat la Praga și München (1759), însă s-a întors când soțul ei a urcat pe tron în 1763. Soțul ei a murit zece săptămâni mai târziu iar fiul ei i-a succedat. Acesta fiind minor, Maria Antonia a devenit regentă împreună cu cumnatul ei Franz Xaver (1730–1806) până când fiul ei a atins vârsta majoratului în 1768.
În timpul regenței, ea s-a opus actului co-regentului să renunțe la pretenția fiului ei asupra tronului polonez în 1765. Ea a fondat o fabrica de textile (1763) și o fabrică de bere (1766).
În timp ce a stat la München, Maria Antonia a studiat muzica cu renumiții compozitori Giovanni Battista Ferrandini și Giovanni Porta. După ce s-a mutat la Dresda, ea a continuat studiile cu Nicola Porpora și Johann Adolph Hasse. Într-adevăr, opera a jucat un rol important de-a lungul vieții Mariei Antonia.

## Arbore genealogic
1. 1 2  RKDartists, accesat în 20 octombrie 2022
2. ↑  IdRef, accesat în 4 martie 2020